# 第57特别军
第57特别军是1937年9月4日苏联红军在蒙古人民共和国组建的军事单位，部队来自外贝加尔军区，以应对日本在外蒙古临近地区的军事部署，后参与了诺门罕战役与日军的作战。

## 指挥官
首任军长科涅夫师级指挥员，1938年6月晋升军级指挥员，1938年9月8日调任红旗第二集团军司令员。第7装甲车旅旅长尼古拉·弗拉基米罗维奇·费克连科（师级指挥员）接任军长。1939年6月11日，国防人民委员伏罗希洛夫免去军长费克连科和航空兵司令卡利尼切夫的职务，任命师级指挥员朱可夫为军长；参谋长米哈伊尔·安德烈耶维奇·波格丹诺夫（旅级指挥员）。7月19日，苏联国防人民委员会第0036号命令，第57特别军重组为第1集群。1939年9月9日，该部包括：25809人（含军官2622人）、265辆坦克、281辆装甲车、107架飞机、516门炮、5046辆汽车。

## 下属编制
- 第36摩步师：外贝加尔军区的常备部队，1938年从赤塔调驻外蒙古。缺乏现代步兵训练，不会夜间作战行动，在无良好情报情况下盲目行动，指战员不会侦察。
- 第57步兵师：外贝加尔军区的常备部队。
- 第82步兵师（俄语：82-я стрелковая дивизия (1-го формирования)）：紧急从乌拉尔军区动员的架子师。师指挥机关及人员缺乏训练，部队各级指挥员难以保持纪律，充斥作训不良兵员。该师有30%属于无任何训练的超龄人员。第603步兵团尤其差。朱可夫撤换了该师师长，加强该师量政工，补替指挥人员，清除异己分子和不稳定分子，全师人员士气有了提升，在7月22日至25日的作战中作战表现较好，打退了日军进攻。该师炮兵部队表现有进步，但还未凝合成整体。
- 机枪步兵第5旅：紧急动员的民兵架子部队。骨干人员被补入的人员稀释，全旅3分之2人员训练匮乏或完全无训练。旅长费德洛夫中校在战场上抛下部队逃走。
- 第7装甲车旅：1937年8月12日调入外蒙古，部署在扎门乌德。旅长为尼古拉·弗拉基米罗维奇·费克连科上校。1938年8月15日装备了轻型装甲车21台，中型装甲车74台。
- 第8装甲车旅：1938年7月23日由装甲车特别团扩编组建。善于边防与内务行动，不擅长野战。1938年8月15日装备了BT-5高速轻型坦克36台，T-37A小型两栖坦克8台，轻型装甲车21台，中型装甲车74台。
- 第9装甲车旅：外贝加尔军区的常备部队。善于边防与内务行动，不擅长野战。1938年8月15日装备了轻型装甲车21台，中型装甲车74台，T-26坦克改装的牵引车5台。
- 第6坦克旅：外贝加尔军区机械化20军的常备部队。7月5日向外蒙古派出第一个坦克营。7月下旬才抵达战场。指战员训练充分，装备轻型快速坦克BT-5、BT-7、轻型坦克 T-26、轻型化学（火焰喷射器）坦克 HT-26、小型两栖坦克 T-37A、坦克 T-27 和装甲车 BA-6 , BA-20, FAI，向先参战的坦克11旅学习作战经验、了解日军战术，演练步坦协同。缺少摩步机枪营和卫生连。
- 第11坦克旅：1936年部署于外蒙古。1938年机械化特别旅在温都尔汗改为第11轻型坦克旅。战前作训准备令人满意，指挥人员独立作战时表现良好、大胆坚定、有领导力。7月3日重要且艰巨的任务完成出色，尽管付出较大损失。该部缺少与步兵炮兵协同作战能力。战役后其该旅指战员获得了大量步炮协同经验，政工动员及高涨士气。补充了兵员，改善了装备物资，BT-5坦克换装为BT-7坦克。
- 伞兵第212旅
- 重炮兵部队（具体番号不明）
- 182炮兵团
- 第152步兵师第1步兵团
- 混合航空兵第100旅：1939年4月底编入。只有单机训练经验，没有机群训练经验，蒙古草原容易迷航。
  - 歼击航空兵第70团：38架 伊-15比斯与伊-16。
  - 快速轰炸航空兵第150团：29架 SB轰炸机